# Gottfried Benn

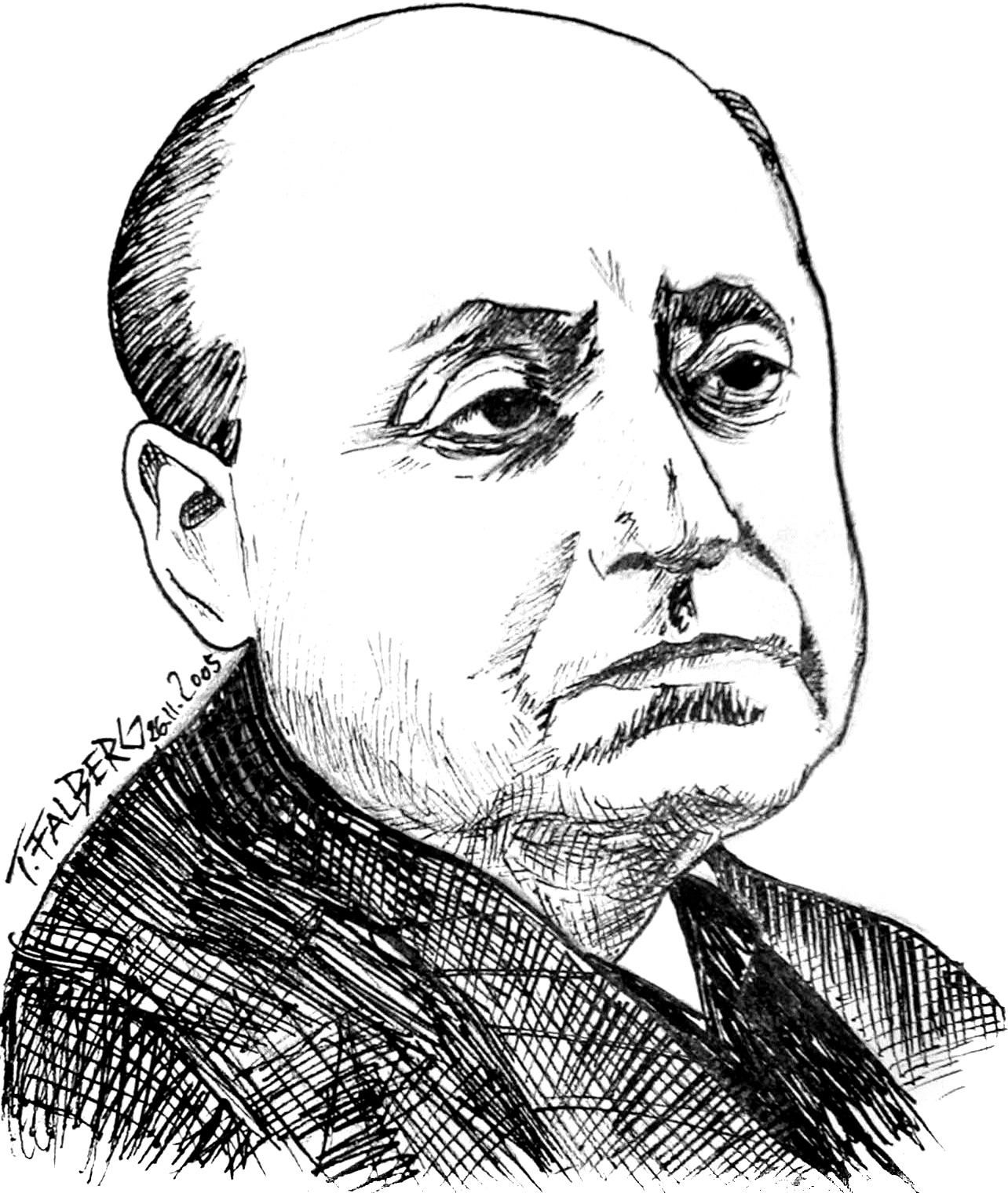
Tekening van Gottfried Benn door Tobias Falberg (± 1951)

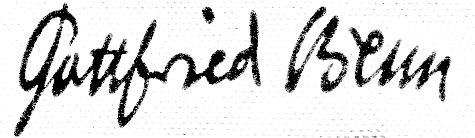

Gottfried Benn (Mansfeld, 2 mei 1886 – Berlijn, 7 juli 1956) was een Duits schrijver en dichter. Hij geldt als een belangrijke vertegenwoordiger van het expressionisme in de Duitstalige literatuur.

## Leven

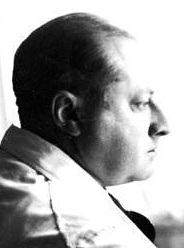
Gottfried Benn in 1934

Gottfried Benn was de zoon van een dominee. Hij moest aanvankelijk dan ook theologie studeren, wat hem niet beviel. Met enige moeite kreeg hij toestemming om in Maagdenburg, en later Berlijn, geneeskunde te studeren. In deze tijd begon hij ook te schrijven. Zijn eerste gedichtenbundel, Morgue, over het Parijse lijkenhuis, vond een controversieel onthaal: Benn gaf in zijn poëzie zeer plastische beschrijvingen van dood en verval, die niet door iedereen werden gewaardeerd.
Tijdens de Eerste Wereldoorlog was Benn werkzaam als legerarts in Brussel. Hij publiceerde onder de titel Gehirne („hersenen“) een aantal novellen over de arts Rönne; in zijn stijl zag hij af van alle gekunsteldheid, en hanteerde hij medische vaktermen, alledaagse spreektaal en vreemde woorden. Benn schreef als een medicus, met veel aandacht voor het onderscheid tussen lichaam en geest en expressieve beeldspraak, die voor de lezers van die tijd vaak schokkend was door haar onverbloemdheid. Na de oorlog vestigde hij zich te Berlijn als specialist in huid- en geslachtsziekten.
Benn werd een zeer gezaghebbend dichter, die talloze essays en redevoeringen schreef, waaronder een over Stefan George, die in 1933 overleed. Met George had Benn de strikte scheiding tussen kunst en de wereld gemeen; net als Nietzsche streefde hij naar de verdwijning van in zijn ogen achterhaalde waarden van de heersende religie en staatsorde. Geïnspireerd door de 'irrationele' psychologieën van onder andere Jung zocht hij heil in de scheppingskracht van de kunstenaar, getuige o.a. de stukjes die hij schreef over de jonge Nietzsche en de jonge Hebbel. Dit waren grote, zelfstandige figuren, die zich weinig hadden aangetrokken van sociale conventies.
De oplossing voor het probleem van de teloorgang van de cultuur school volgens Benn in het nationaalsocialisme. Hij sloot zijn slecht draaiende artsenpraktijk in 1934, in het volste vertrouwen dat de machtsovername door de NSDAP het volk zou verenigen tot iets 'hogers', dat zonder de lastige en teleurstellende plichtplegingen van de democratie zou kunnen en ruimte zou laten voor de ultieme artistieke expressie.
Benns ontnuchtering kwam echter snel toen de nazi's zijn verzamelde gedichten fel bekritiseerden. Hij weigerde niettemin te emigreren, en diende de vele schrijvers die Duitsland verlaten hadden scherp van repliek. Desalniettemin nam de nazistische overheid aanstoot aan zijn notoire lijken- en rottingsgedichten, die niet bij de uitstraling van het Derde Rijk pasten. Teneinde zich tegen meer kritiek in te dekken, nam hij dienst bij de Wehrmacht. Benn kreeg in 1938 een publicatieverbod opgelegd en hield zich tijdens de Tweede Wereldoorlog gedeisd.

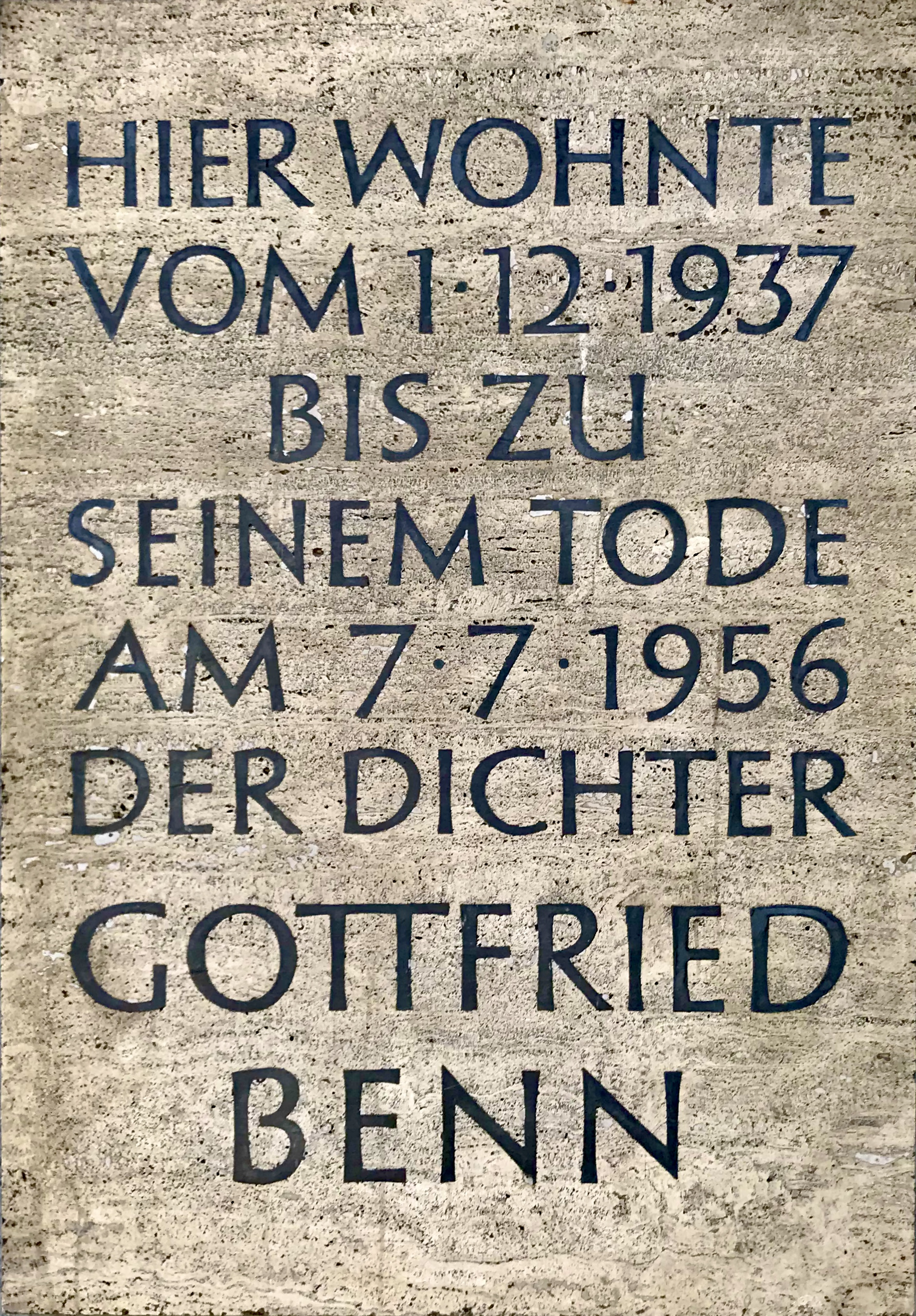
Bozener Straße 20, Berlijn

Na de Tweede Wereldoorlog publiceerde Benn zijn autobiografie, Doppelleben, waarin hij verantwoording aflegt over zijn strikte scheiding tussen 'Benn de kunstenaar' en 'Benn de militair.' Benn was een overtuigd cultuuraristocraat en in dat opzicht met Ernst Jünger vergelijkbaar, zij het dat Benn het estheticisme losliet ten voordele van de rauwe expressiekracht. Zijn elitaire instelling die hem tot een flirt met het nazisme had verleid, deed hem ook streven naar de 'totale kunst', geheel in de traditie van Stefan George. Zijn antiburgerlijke, conservatieve ideeën waren niet op rassen- of volkerentheorie gebaseerd — Benn schreef letterlijk: „Die Rassen sind zu Ende“ —; het ging Benn om een absolute cultus van de kunst, die politiek-ideologisch volstrekt onverschillig diende te blijven. Tot dit inzicht kwam men in de jaren 1980, toen het werk van Benn onder invloed van het postmodernisme werd gerehabiliteerd.
Benn was na de Tweede Wereldoorlog wederom arts in Berlijn geworden, en bleef dat tot zijn dood in 1956. In deze periode schreef hij tal van verhandelingen over poëzie, nieuwe gedichtenbundels, een hoorspel en een korte roman. Benn was altijd open en eerlijk over zijn vroegere 'flirt' met het nationaalsocialisme, waar andere auteurs er angstvallig het zwijgen toe deden. Hij schreef:
"Sich irren und doch seinem Inneren weiter Glauben schenken müssen, das ist der Mensch".
Waar de jonge Benn een „medicynicus“ werd genoemd, handelde zijn latere lyriek over de problematiek van de kunst in de moderne wereld; een wereld waarin geen afstanden, afzondering en expressiviteit meer bestaan in een taal, die is uitgehold en afgevlakt. Benns oeuvre wordt hogelijk gewaardeerd om zijn poëtische en evocatieve zeggingskracht; zijn persoonlijk-politieke opvattingen hield hij steeds strikt gescheiden van zijn kunst. Ze zijn vanuit zijn optiek in feite irrelevant.
In 1951 ontving hij de Georg-Büchner-Preis.

## Privéleven
In 1938 trouwde Benn met zijn secretaresse, de adellijke Herta von Wedemeyer. Toen zij in 1945 terugkeerden naar Berlijn, benam zij zich op 2 juli van dat jaar met morfine het leven, uit angst voor gewelddadig optreden van de soldaten van het Rode Leger. 
In 1951 raakte hij bevriend met de schrijfster Astrid Gehlhoff-Claes, die promoveerde op een studie over zijn lyriek (Der lyrische Sprachstil Gottfried Benns, 1953). Vanaf 1952 respectievelijk 1954 tot aan zijn dood in 1956 had Benn relaties met de 30 jaar jongere journaliste Gerda Pfau en de 35 jaar jongere schrijfster en kunstverzamelaarster Ursula Ziebarth.
Gottfried Benn stierf enkele weken na zijn 70e verjaardag aan uitzaaiingen, zonder dat een primaire tumor kon worden aangetoond. Hij werd begraven op het Waldfriedhof Dahlem in Berlijn.

## Werken

### In het Duits
- 1912 Morgue und andere Gedichte
- 1913 Söhne. Neue Gedichte
- 1916 Gehirne. Novellen (proza)
- 1917 Fleisch. Gesammelte Lyrik

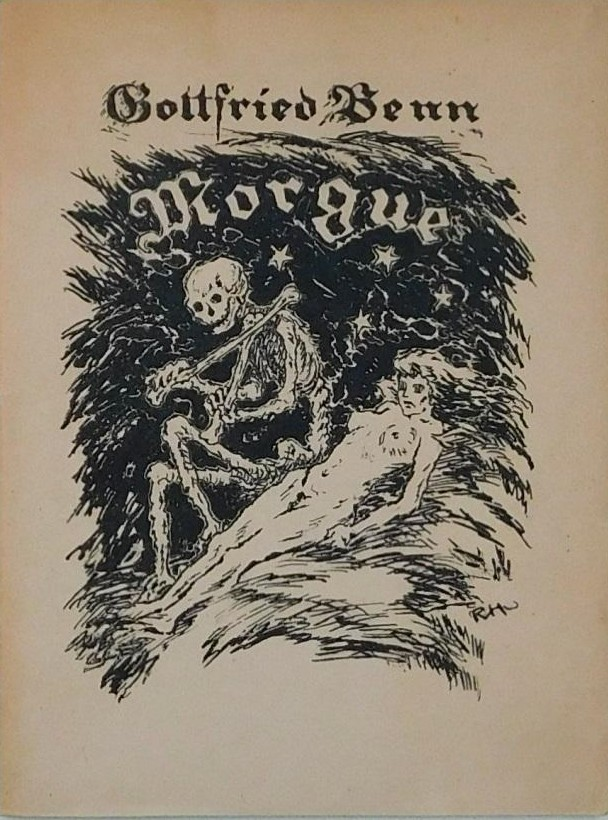
Debuutbundel, 1912

- 1919 Der Vermessungsdirigent. Erkenntnistheoretisches Drama (toneel)
- 1920 Schöpferische Konfession (essay)
- 1920 Das moderne Ich (essay)
- 1924 Schutt
- 1925 Spaltung. Neue Gedichte
- 1925 Betäubung
- 1930 Zur Problematik des Dichterischen (essay)
- 1930 Der Aufbau der Persönlichkeit. Grundriß einer Genealogie des Ich (essay)
- 1932 Akademie-Rede (essay)
- 1933 Der neue Staat und die Intellektuellen (essay)
- 1933 Antwort an die literarischen Emigranten (essay)
- 1934 Rede auf Stefan George (essay)
- 1936 Ausgewählte Gedichte
- 1947 Berliner Novelle (proza)
- 1948 Statische Gedichte
- 1949 Der Ptolemäer (proza)
- 1949 Roman des Phänotyps (proza)
- 1949 Weinhaus Wolf (proza)
- 1950 Doppelleben. Zwei Selbstdastellungen (proza)
- 1951 Probleme der Lyrik (essay)
- 1952 Vortrag in Knokke (essay)
- 1952 Die Stimme hinter dem Vorhang (toneel)
- 1953 Destillationen. Neue Gedichte
- 1955 Aprèslude

### In Nederlandse vertaling
- Bruggen slaan. Gedichten. Vertaling Huub Beurskens. Amsterdam, Meulenhoff, 1978. ISBN 90-290-0589-0
- Dubbelleven. Vertaling C. van Grafenberg. Amsterdam, De Arbeiderspers, 1986. ISBN 90-295-0215-0
- Rönne, arts. Vijf novellen. Vertaling Klaus Siegel. Utrecht, Nota Bene, 1990. ISBN 90-71456-03-X
- Lezing in Knokke. Vertaling Huub Beurskens. In: De Gids, vol. 162 (1999), afl. 9-10 (sep-okt), pag. 694-697
- Problemen der lyriek. Vertaling Bart Rensink. Amsterdam, Sjolsea, 2003. ISBN 90-77206-58-2
- Statische gedichten. Vertaling en nawoord Huub Beurskens. Amsterdam, Meulenhoff, 2008. ISBN 978-90-290-7984-6
- Ik heb mensen ontmoet, die. Vertaling C.O. Jellema. Drempt, Keijzer, 2012.
- Morgue en andere gedichten. Vertaling en nawoord door Huub Beurskens. Amsterdam, Koppernik 2017. ISBN 978-94-923-1339-3

## Secundaire literatuur
- Freddy Verbruggen (2012), De Filosofie van Gottfried Benn. Nevele, Lulu.com. ISBN 978-14-709-9266-8

Naslag
- Barbara Baumann & Brigitta Oberle (1985), Deutsche Literatur in Epochen. München: Max Hueber.
- Albert Bettex (1967), 'Die moderne Literatur', in: Bruno Boesch (red.), Deutsche Literaturgeschichte in Grundzügen. Die Epochen deutscher Dichtung. Bern: Francke Verlag, pp. 407-486.
- Gerhard Fricke & Mathias Schreiber (1988), Geschichte der deutschen Literatur. Paderborn: Ferdinand Schöningh.
- Bengt Algot Sørensen (1997), Geschichte der deutschen Literatur. Band II. Vom 19. Jahrhundert bis zur Gegenwart. München: C. H. Beck. [= Beck'sche Reihe 1217]
- Wolf Wucherpfennig (1986), Geschichte der deutschen Literatur. Von den Anfängen bis zur Gegenwart. Stuttgart: Ernst Klett.